# Церковна музика
Церковна музика — вокальна та інструментальна музика християнської церкви, яка супроводжує службу Божу.

## Церковна музика в Україні
Обрядова музика в Україні існувала ще до офіційного прийняття християнства. Це так званий «обичний спів». З хрещенням України-Русі у 988 році разом з обрядами прийшли й церковні співи з Візантії і деякі за посередництвом Болгарії. Основною рисою української Церковної музики був і є її винятково вокальний характер. Ранні церковні співи були одноголосі. Важливе значення мала система поділу церковного співу на 8 мелодичних типів, які один від одного різняться обсягом мелодій і типовими мелодичними формулами. Упродовж віків форми цієї системи, званої восьмиголоссям (октоехос), поповнювалися українським народнопісенним змістом, перебудовувалися і пристосовувалися до укр. сприймання. Першим огнищем, де українська церковна музика розвинула свої питоменні риси, була Києво-Печерська лавра. Тут на основі давніх співів постав києвопечерський розспів. Відповідно до церковної музичної практики виробився і спосіб записування мелодій — знаменна нотація, яка складалася зі знаків (невмів, крюків), писаних без нотних ліній.
Від середини XVI до кінця XVII століття розвивався багатоголосий так званий партесний спів: спів поділений на голоси — партії. Для його точного запису прийнялася лінійна система нотації, звана київським знам'ям. Партесний спів плекали особливо хори, організовані при церковних братствах. Їх рівень був настільки високий, що вони справно виконували твори на 4, 6, 8 і 12 голосів. Улюбленою формою став хоровий одночастинний концерт, написаний до нелітургічного тексту. Між композиторами партесної музики відомі М. Дилецький, автор музично-теоретичного підручника «Музикальна граматика» (1677), А. Рачинський та ін. У другій половині XVIII століття з'явилися визначні українські композитори — М. Березовський, Д. Бортнянський, А. Ведель. Панівною у їхній творчості була форма циклічного хорового концерту. З XVIII століття походять важливі види церковних співів: «Ірмолой» (Л. 1707) і «Богогласник» (Почаїв, 1790).
Окремим родом церковної музики є канти і псальми, пісні релігійного змісту сильно просякнені елементами української народної музики. Вони найчастіше триголосні; були поширені особливо у XVII і XVIII століттях.
У XIX столітті церковну музику розвивали головні композитори Західно-українських земель: М. Вербицький, І. Лаврівський, С. Воробкевич, В. Матюк та ін. У XX столітті її плекали К. Стеценко, М. Леонтович, О. Кошиць, М. Гайворонський, А. Гнатишин та ін.